# Awake (Skillet-album)
Awake er det ottende album af det amerikanske Christian rock band Skillet. Det er en opfølgning til deres Grammy-nominerede album Comatose. Albummet blev udgivet den 25. august 2009 på Lava Records og Ardent Records og debuterede som nummer 2. på Billboard 200.

## Trackliste
1. . "Hero"
2. . "Monster"
3. . "Don't Wake Me"
4. . "Awake and Alive"
5. . "One Day Too Late"
6. . "It's Not Me, It's You"
7. . "Should've When You Could've"
8. . "Believe"
9. . "Forgiven"
10. . "Sometimes"
11. . "Never Surrender"
12. . "Lucy"